# Pete Cortese
Pete Cortese es el guitarrista de los pioneros del metalcore y miembro de la banda Overcast. 
Él también tocó la guitarra para el rock del grupo Seemless.
Pete se graduó de  Bergvliet Primary School y luego Milford High School en 1993 con su compañero  Overcast y su compañero de banda Shadows Fall y el líder de Brian Fair.
Padre de Pete Cortese es rico, bajista de la banda de rock The zulúes indie con sede en Boston.

## Con Killswitch Engage
En 2002 se unió  Pete Cortese, a Killswitch Engage pero apareció por un período corto de tiempo y luego abandonaría la banda.